# راهب‌مرغ کلاه‌دار
راهب‌مرغ کلاه‌دار یا راهب‌مرغ شاخ‌دار (نام علمی: Philemon buceroides) بخشی از خانواده عسل‌خواران است. راهب‌مرغ‌های کلاه‌دار، همراه با تمام زیرگونه‌هایشان، معمولاً توسط جامعه پرندگان به عنوان «سرچرمی» شناخته می‌شوند.